# Bibliographie du reggae
La bibliographie du reggae regroupe les ouvrages et articles consacrés au reggae et aux sujets qui lui sont afférents.

## Liste

### En français
- Bruno Blum, Le Reggae, 2001[1]
- Bruno Blum, Bob Marley, le reggae, les rastas, 2004
- Bruno Blum, Le Ragga, 2005)
- Lloyd Bradley, Bass Culture, 2005, traduit de l'anglais
- Denis Constant, Aux sources du reggae, 1982
- David Katz, Lee 'Scratch' Perry: People Funny Boy, 2012, traduit de l'anglais (Camion Blanc, 990 pages)
- Moise Culture, Zion : la foi des rastas
- Samuel Mahler, Kebra Negast, la Gloire des Rois d'Éthiopie, Ed. la boutique des artistes, 2008
- Antoine Giacomoni, Reggae Jamaica
- Horace Campbell, Rasta et résistance: de Marcus Garvey à Walter Rodney, Camion Blanc, 2014, 580p.
- Boris Lutanie, Jah Rastafari - Abécédaire du mouvement rasta, 1999
- Robert Athlyi Rogers, La Sainte Piby, 2009, traduit de l'anglais
- Jérémie Kroubo-Dagnini, Vibrations jamaïcaines. L'Histoire des musiques populaires jamaïcaines au XXe siècle, 2011, Camion Blanc, 768 pages.
- Lee Jaffe et Jérémie Kroubo Dagnini. Bob Marley & the Wailers: 1973-1976, 2013, Camion Blanc, 296 pages.* Laurent Lavige et Carine Bernardi, Tendance rasta
- Hélène Lee, Le Premier Rasta, 1999
- Hélène Lee, Voir Trenchtown et mourir
- Joseph Musso, Les Pionniers du reggae en France, Ed. La Boutique des Artistes, 2010
- Yannick Maréchal, L'Encyclopédie du reggae, 1960-1980
- Chris Salewicz, Reggae explosion : histoire des musiques de Jamaïque, traduit de l'anglais
- Roger Stettens & Peter Simon, Reggae Collection, Ed. Fetjaine, 2009
- Jérémie Kroubo Dagnini, Les origines du reggae : retour aux sources. Mento, ska, rocksteady, early reggae, 2008, L'Harmattan, 264 pages. Edition revue, augmentée et corrigée parue chez Camion Blanc, 2013, 320 pages (Préface de Barry Chevannes)
- Jérémie Kroubo Dagnini et Eric Doumerc, DJs et Toasters jamaïcains: 1970-1979, 2015, Camion Blanc, 220 pages.
- Thomas Vendryes, Des versions au riddim. Comment la reprise est devenue le principe de création en Jamaïque (1967-1985), Volume ! la revue des musiques populaires, Nantes, Éditions Mélanie Seteun, 2001, pp. 191-222[2].
- Joachim Yogi, Le Guide des Dreadlocks, Ed. la boutique des artistes, 2009

### En anglais
- Roydale Anderson, My Reggae Journey: Music's Rough, Tough Road
- Steve Barrow, The Rough Guide To Reggae 3 éditions
- Lloyd Bradley, Bass Culture - When reggae was king, 2001. Le titre aux États-Unis est This Is Reggae Music: The Story of Jamaica's Music
- Lloyd Bradley, Reggae on CDn
- Bob Brunning, Reggae
- Barry Chevannes, Rastafari
- Stephen Davis et Peter Simon, Reggae Bloodlines
- Kwame Dawes, Wheel and Come Again: An Anthology of Reggae Poetry
- Chuck Foster, Roots Rock Reggae: An Oral History of Reggae Music from Ska to Dancehall
- David Katz, People Funny Boy: The Genius of Lee Scratch Perry
- David Katz, Solid Foundation : An Oral History of Reggae
- Micheal de Koningh et Marc Griffiths, Tighten Up! History of Reggae Music in the UK
- Michael de Koningh & Laurence Cane-Honeysett, Young, Gifted and Black, the Story of Trojan Records, Sanctuary Publishing, 2003  (ISBN 1860744648)
- Colin Larkin, The Virgin Encyclopedia of Reggae
- Rebekah Michele Mulvaney, Carlos I.H. Nelson, Rastafari and Reggae: a Dictionary and Sourcebook
- Kevin O'Brien Chang, Reggae Routes: the Story of Jamaican Music
- Chris Salewicz, Reggae Explosion: The Story of Jamaican Music
- Ricardo Scott, The True Trenchtown Story: Scott's Official Story of Reggae
- Roger Stettens & Peter Simon, Reggae Scrapbook
- Norman C. Stolzoff, Wake the Town & Tell the People: Dancehall Culture in Jamaica
- Reggae: The Story of Jamaican Music

### En allemand
- Volker Barsch, Rastafari (Bibliothek der Popgeschichte), Ventil-Verlag Mainz 2003,  (ISBN 978-3930559978)
- Volker Barsch, Rasta Chant. Das Who-is-Who des Roots-Reggae, Ventil-Verlag Mainz 2006,  (ISBN 978-3931555917)
- Wolfgang Bender, Rastafari-Kunst aus Jamaika, anlässlich der Ausstellung Rastafari-Kunst aus Jamaika, Februar/März 1992, hrsg. vom Haus der Kulturen der Welt (Berlin), Con-Literaturvertrieb, Bremen 1992,  (ISBN 3-88526-160-X).
- Margaret Ebanks, Das Rastafari Kochbuch: Natürliches Kochen, Verlag Klaus Guhl, 1982,  (ISBN 978-3882204353)
- Girma Gebre-Selassie: Babylon muss fallen, Die Rasta-Bewegung in Jamaica ; Raymond Martin Verlag, 1989,  (ISBN 3886312070)
- Olaf Karnik et Helmut Phillips, Reggae in Deutschland, Kiepenheuer und Witsch, 2007,  (ISBN 978-3462039528)
- Peter M. Michels, Rastafari, Trikont Verlag, München 1979,  (ISBN 3881670572)
- Werner Zips, Rastafari: Eine universelle Philosophie im 3. Jahrtausend, Promedia, Wien, 2007,  (ISBN 978-3853712658)